# 山﨑勝之
山﨑 勝之（やまざき かつゆき、1976年6月14日 - ）は、日本の俳優。群馬県出身。

## 人物
- 1998年、『平成ウルトラセブン』でカザモリ・マサキ 役で俳優デビューし、知名度を広げる。
- 趣味はフットサル、英会話、日舞、ドラム、アコースティックギターを弾きながら歌うこと。
- 特技はダンス、空手（初段・日本空手道大会準優勝）、サッカー（インストラクター経験あり）、殺陣、アクション、アイススケート。
- 2015年、「東北風土マラソン2015」ハーフマラソン(21km）を完走[1]。
- 近年はアニメ・ゲームのキャラクターのモーションアクターとして活躍している。
- 株式会社YBKcreative 代表取締役　モーションキャプチャーコーディネート／ディレクション／キャスティング／アクティング
- オリオンズベルト所属

## 出演

### オリジナルビデオ
- 平成ウルトラセブン - 主演 カザモリ・マサキ 役
  - ウルトラセブン誕生30周年記念3部作（1998年）
  - ウルトラセブン1999最終章6部作（1999年）
  - ウルトラセブン誕生35周年“EVOLUTION”5部作（2002年）

### 映画
- ウォーターボーイズ（2001年）
- ゴースト もう一度抱きしめたい（2010年）

### テレビドラマ
- 仮面ライダー555 第3話・第4話（2003年2月9日・16日、テレビ朝日） - 赤井 役
- プライド（2004年、フジテレビ） - ブルースコーピオン 田名部廣幸 役　レギュラー
- 警視庁捜査一課9係（テレビ朝日）- #10 佐伯信也 役
- 女刑事みずき〜京都洛西署物語〜（2005年、テレビ朝日）- #1 岩瀬祐一 役
- 特命係長 只野仁（2005年、テレビ朝日）
- 月曜ミステリー劇場「金田一耕助シリーズ・神隠し真珠郎」（2005年、TBS） - 鵜藤真珠郎 役
- 相棒 seasonV 第20話「サザンカの咲く頃」（2007年、テレビ朝日） - 瀬沼優、瀬沼翔 役（二役）
- トミカヒーロー レスキューフォース（2008年、テレビ東京） - 光博 役
- 土俵ガール! 第6話（2010年、毎日放送） - 米倉 役
- 獣医ドリトル 第5話（2010年、TBS） - 高田幸彦 役
- 新・警視庁捜査一課9係 第6話（2011年、テレビ朝日） - 今井勇人 役
- 恋愛ニート〜忘れた恋のはじめ方 第4話（2012年、TBS） - 鈴木 役
- ウルトラマンオーブ 第9話（2016年、テレビ東京） - ジェッタの父 役
- 世にも奇妙な物語’07秋の特別編-48%の恋　- 川島靖之 役

### バラエティ番組
- F2（フジテレビ） - レギュラー
- F2-X（フジテレビ） - レギュラー
- 踊る!さんま御殿!! - ゲスト

### モーションキャプチャー
- ファイナルファンタジーⅦ エバークライシス
- WAR OF THE VISIONS ファイナルファンタジー ブレイブエクスヴィアス 幻影戦争
- モンスターハンターワイルズ
- 鉄拳8
- ファイナルファンタジーVII リバース - クラウド 役
- ドラゴンズドグマ2
- グランブルーファンタジー リリンク
- ファイナルファンタジーⅩⅥ - クライヴ 役
- ストリートファイター6
- ポケットモンスター スカーレット・バイオレット
- ゼノブレイド3 - ノア 役
- モンスターハンターライズ
- ノーモア★ヒーローズ3
- ファイナルファンタジーVII リメイク - クラウド 役
- アストラルチェイン
- 鉄拳7
- モンキーキング ヒーロー•イズ•バック
- モンスターハンターワールド
- NieR:Automata - 9S 役
- サイコブレイク、サイコブレイク2
- ペルソナ5 - 坂本竜二 / 明智吾郎 役
- 仁王 - 服部半蔵 役
- ストリートファイターⅤ ゼネラルストーリー
- テイルズ オブ ゼスティリア - スレイ 役
- ゴッドイーター
- ベヨネッタ2
- キャサリン
- メトロイド アザーエム
- バイオハザード ダークサイド クロニクルズ
- バイオハザード アンブレラ クロニクルズ
- クライシス コア ファイナルファンタジーⅦ
- 幻想水滸伝Ⅳ、幻想水滸伝Ⅴ
- 聖闘士星矢 Legend of Sanctuary（2014年） - 天馬星座の星矢 役
- ULTRAMAN - 早田進次郎 役[2]
- キャプテンハーロック

他、多数。

### その他
- 平成ウルトラセブン DVD-BOX 発売記念 キャストコメント（2012年[3]）
- ミュージカル「ホス探へようこそ」The Last Valentine（2016年2月、新宿シアターサンモール） - 火虎 役